# Casiomys saturatior
Casiomys saturatior is een zoogdier uit de familie van de Cricetidae. De wetenschappelijke naam van de soort werd voor het eerst geldig gepubliceerd door Merriam in 1901.

## Voorkomen
De soort komt voor in El Salvador, Guatemala, Honduras, Mexico en Nicaragua.